# Jean Bernard (homme politique, 1836-1907)
Pour les articles homonymes, voir Bernard et Jean Bernard.
Jean Gustave Bernard, né à Baume-les-Dames le 11 novembre 1836 décédé à Baume-les-Dames le 8 décembre 1907, est un homme politique français.

## Biographie
Avocat et maire de Baume-les-Dames, il se présente comme candidat républicain aux élections de 1877 où il est battu de peu. L'élection ayant été invalidée, il remporte l'élection partielle de 1878. Il garde son siège jusqu'en 1889, date à laquelle il est élu sénateur. Il fut président du groupe de la Gauche démocratique en 1895-1896.
Il a été sous-secrétaire d'État à l'Intérieur du 25 janvier 1886 au 10 décembre 1886 dans le Gouvernement Charles de Freycinet (3)
Son fils, Maurice Bernard, a été député du Doubs de 1914 à 1916.

## Sources
- « Jean Bernard (homme politique, 1836-1907) », dans Adolphe Robert et Gaston Cougny, Dictionnaire des parlementaires français, Edgar Bourloton, 1889-1891 [détail de l’édition]
- « Jean Bernard (homme politique, 1836-1907) », dans le Dictionnaire des parlementaires français (1889-1940), sous la direction de Jean Jolly, PUF, 1960 [détail de l’édition]